# 超時空要塞マクロスの登場人物一覧
超時空要塞マクロスの登場人物一覧（ちょうじくうようさいマクロスのとうじょうじんぶついちらん）では、テレビアニメ『超時空要塞マクロス』および、関連作品に登場する架空の人物について述べる。
キャスト、設定、劇中での位置づけなどについての記述はテレビアニメ版『超時空要塞マクロス』を基本とする。劇場版『超時空要塞マクロス 愛・おぼえていますか』および、関連するその他の作品の内容についてはそれに続いて記述する。
アメリカ合衆国において、本作を含めた3作品を連続するストーリーとして再編集されたテレビアニメ作品『ロボテック』（英字表記：Robotech:The Macross Saga）では人物名や、一部設定が変更されている。
本項では内容の差異によりテレビ版、劇場版、『ロボテック』版などに分別して詳述する。キャラクター制作のエピソードなどは「制作・備考」、後年に制作された「マクロスシリーズ」の作品やその資料での扱いについては「他作品」にまとめて述べる。

## 主要人物
一条 輝（いちじょう ひかる）
声 - 長谷有洋 / 野島健児（『スーパーロボット大戦α』以降のゲーム作品）
テレビ版 - 主人公。民間人から地球統合軍のバルキリーパイロットとなり、バーミリオン小隊、スカル小隊、スカル中隊隊長などを歴任する。
劇場版 - 統合軍スカル小隊のパイロット。

リン・ミンメイ（Lynn Minmay / 鈴 明美）
声 - 飯島真理
テレビ版 - 中華料理店の娘。マクロス艦内でアイドル歌手としてデビューする。
劇場版 - マクロス艦内のアイドル歌手。

早瀬 未沙（はやせ みさ）
声 - 土井美加
テレビ版 - SDF-1 マクロスの主任航空管制官。軍人家系の出身で、士官学校首席卒業の経歴をもつ。
劇場版 - 立場はテレビ版と同じ。髪型などが変更されている。

## 地球統合軍

### マクロスブリッジクルー
ブルーノ・J・グローバル (Bruno J. Global)
声 - 羽佐間道夫
テレビ版 - 統合宇宙軍准将。統合軍のシンボルである巨大宇宙戦艦、SDF-1 マクロスの艦長。イタリア出身、46歳。
ゼントラーディ軍との開戦後、孤立無援のマクロスを指揮して難局を切り抜けてゆく。マクロス艦内で暮らす民間人への配慮も欠かさず、市長的な存在ともなる。非常時には大胆な手段も厭わず実行するが、ときにその狙いが空転し、大災難を招くこともある。戦いのなかで異星人との接触により地球人類の幼さを自覚し、軍上層部の主戦論に反しても敵軍との関係改善に邁進する。最終局面ではゼントラーディ軍のブリタイ・クリダニクが率いる艦隊との同盟を決断し、ともにボドル基幹艦隊の地球総攻撃を迎え撃つ。この総攻撃で地上の妻を亡くす。
大戦後は新統合政府総司令（提督）となり、地球の復興、ゼントラーディ人との共存という難題に向き合う。新たな宇宙からの脅威に備え、種の保存を目的とした宇宙移民計画を主導。大型移民船メガロード-01艦長に早瀬未沙を任命する。
歴戦の勇士だが、職業軍人らしい頑迷さやおごりとは無縁で、つねに大局的な視野で地球やマクロスの進路を見据える。性格はやや昔かたぎで、華やかな場に立つことを好まない。妻から贈られたパイプを愛用しているが、思案時にはつい禁煙のメインブリッジ内でもふかしてはオペレーターのシャミー・ミリオムにたびたび注意される。
松崎健一著の小説「掠奪艦隊」、河森正治構成・大野木寛著の小説『早瀬未沙 白い追憶』においてグローバルの過去が描かれている。かつてはイタリア海軍に所属。生身で銃を向け合うより、艦艇同士の戦いを選んで海軍に入った。統合軍発足後は極東方面海軍へ編入され、未沙の父親、早瀬隆司（当時准将）の部下となる。未沙とは彼女が12歳のとき以来の付き合いで、子供のいないグローバルは未沙を実の娘のように可愛がり気遣っていた。二十歳のころ、航空事故で恋人を亡くして以来40代まで独身を貫いてきたが、2003年、早瀬夫妻の仲人で日本人の若妻、美穂と見合い結婚をする。結婚後はイタリアではなく、妻のいる日本に家を構える。統合戦争中は攻撃潜水艦プリンス・マルコ艦長（階級は中佐）、宇宙駆逐艦オーベルト級2番艦ゴダード艦長（大佐）などを歴任。プリンス・マルコ艦長時代の2004年6月には早瀬とともに、反統合勢力を偽って自軍から補給物資を掠め取ったこともあった（「掠奪艦隊」）。2005年、火星サラ基地からの帰還船団が反統合ゲリラにより全滅した事件では、これを鎮圧した功績で准将に特進（この戦闘で反応兵器を初めて実戦使用）。統合宇宙軍の英雄と讃えられ、マクロス艦長の栄誉へ前進する。しかし帰還船団にいた未沙の思い人ライバー少尉を救えなかったことが後悔として残った。2009年、マクロス艦長に就任。
劇場版 - テレビ版と同じくマクロス艦長を務める。全滅した地球への帰還後はゼントラーディ軍ボドル基幹艦隊から提案された和平を受け入れ、地球人と巨人たちのルーツをマクロスの民間人に公表する。
制作・備考 - 『超時空要塞マクロス』の原型となった企画は、ハードSF的な本命の企画を通すためのダミー企画であったことから、当時のスタジオぬえのイメージとは正反対のSFとしては非常識な要素が組み合わせられており、物語の舞台となる宇宙戦艦の艦長は自分本位の「セコイ」人物で、それに釣り合わないような美人の妻がいると設定された。戦艦を地球人に拾わせた監察軍の監察官と艦長夫人の不倫や、スパイによる艦長誘拐事件が起き夫人が艦長代理を務めるというエピソードも作られたが、のちにこのダミー企画が本命化し、主役メカデザインが玩具的なものから実機に近いものに変更されたことに合わせ、作品イメージに合わなくなったこれらの要素は削除された。当初は「南雲剛介」と名づけられていた。
他作品 - 作品世界の年表では2014年、統合政府代表に就任したとされる。2040年を舞台とするOVA『マクロスプラス』では、名を冠した「ブルーノ・J・グローバル宇宙港」が存在し、2059年を舞台とするテレビアニメ『マクロスF』にはマクロス級4番艦「グローバル」が登場する。
 『ロボテック』版 - 名前が英国風の “Henry J. Grobal” に変更され、マクロスがKhyron（カムジン・クラヴシェラ）らの砲艦の特攻を受けた際にLisa Hayes（早瀬未沙）を脱出ポッドに逃がし、艦と運命をともにして戦死する。
クローディア・ラサール (Claudia La Salle)
声 - 小原乃梨子（ナレーションも兼任）
テレビ版 - マクロスの航法・火器管制主任オペレーター。アフリカ系アメリカ人。24歳。階級は中尉（のちに少佐まで昇格）。ブリッジオペレーターのなかでも最年長のまとめ役であり、過酷な状況下でもゆとりを失わず、機知に富むユーモアで周りを和ませる。状況判断も沈着冷静で、グローバル艦長の補佐役・秘書的存在としても貢献し、艦長不在時はブリッジの指揮を代行する。
コンビを組む未沙とは、南アタリア島のマクロス乗員訓練選抜センターでルームメイトになって以来の親友。プライベートでもよき相談相手で、輝に素直に気持ちを伝えられない彼女を気遣い、恋愛面の指南役を買って出る。理想的なカップルとして公認の仲であるロイ・フォッカーとは、統合戦争中に配属された片田舎の基地で出会った。当時は軽薄なプレイボーイと軽蔑していたが、南アタリア島で再会したあと、フォッカーの孤独な一面を癒す母性的な愛に目覚める。恋人よりも深い絆で結ばれたパートナーとなるが、ゼントラーディ軍との戦闘で先立たれる。以後、その悲しみを胸にしまい気丈に振る舞うが、ふとしたおりに寂しさをもらす場面もある。
劇場版 - 立場や、フォッカーを恋人としている点はテレビ版と同じ。マクロスの地球帰還後、フォッカーの死を切り出すことができない輝にその最期について一言だけ問いかけ、答えを受け入れる。
ヴァネッサ・レイアード (Vanessa Laird)
声 - 佐々木るん / 佐久間紅美（PS2版）
テレビ版 - マクロスのブリッジオペレーターのひとりで、主に通信・レーダーを担当。フランス出身。21歳。階級は少尉（のちに大尉）。同僚のキム、シャミーとともに「ブリッジ3人娘」と呼ばれ、勤務外でも行動をともにすることが多い。
眼鏡をかけており、プライベートでは他のふたり同様かしましい面も見せるが、ブリッジではクローディアに次ぐ20代の士官であり、職務中は有能な仕事ぶりに信頼を置かれる。
キムやシャミーと違い、軍人として将来有望であり、第一次星間大戦終結後の新統合軍中枢司令センターで未沙の補佐として一人だけ大尉に昇格する。第33話では輝に未沙へのあてつけで茶に誘われ、一瞬浮かれた表情を見せるものの未沙に気を使い、すぐに表情を引き締め直す。
アニメージュ文庫『夢みるプレリュード My Fair Minmay』103頁では、3人揃って「ミス・マクロス」に応募するものの、書類選考で落ちたと書かれている。
劇場版 - 「ブリッジ3人娘」の軍服は、淡い水色から、えんじ色へカラーリングが変更されている。ほかの二人は少尉だが、ヴァネッサのみ中尉。最終決戦終了後の場面では、眼鏡を外した姿が描かれている。
制作・備考 - 『超時空要塞マクロス』の原型となったダミー企画作成中の1980年9月から11月の段階で、上述の艦長のようなSFとして「非常識な要素」の積み重ねのなかで「女ばかりのブリッジ」という要素も誕生している。1982年5月10日に描かれた美樹本晴彦による初期ストーリー設定ボード「きゃらくたあ相関図（初期）」においては、オペレーター3人のうち眼鏡をかけた「ヴァネッサ」のほかは「ノン」「クミ」と名づけられていた。
他作品 - 2045年を舞台とする『マクロス7』のドラマCD『マクロス7 ドッキングフェスティバル 歌は銀河を救う』における設定では、元ゼントラーディ軍第8強行偵察部隊のロリーと結婚して退役。共働きで小さな雑貨店を開くが、ロリーがアルコール依存症になり閉店。家計のためホステスとして働く。しかし美貌としとやかさに常客が付き、高級クラブのママとなり多忙な生活を送ることになる。35年後の2045年、地球のマクロス・シティの高級マンションに暮らし、ロリーが3人の子供の面倒を見ている。同じくアルコールで身を持ち崩したワレラとコンダも居候し、同居生活を送る。『ドッキングフェスティバル』本編の「あの人は今スペシャル」にも、キム、シャミーとともにキャラクターとして登場する。
ロボテック版 - 氏名がヴァネッサ・リーズ (Vanessa Leeds) に変更されている。
ほかのキム・ヤング (Kim Young) 、サミー・ポーター (Sammy Porter) とあわせた三人組が、アメリカナイズされた『宇宙戦艦ヤマト』である『スター・ブレザース』（『宇宙戦艦ヤマト』テレビシリーズ第1作 / 『II』 / 『III』）のファンダムに由来するブリッジ・バニー ("Bridge Bunnies") と、ジャック・マッキーニ (JacK McKinney) 共同ペンネームによる小説版に由来する｢テリブル・トリオ｣ （"The Terrible Trio"/ 恐るべき三人組）の異名を持つ。
キム・キャビロフ (Kim Kabirov)
声 - 鶴ひろみ
テレビ版 - マクロスのブリッジオペレーターのひとりで、主に艦内管制や艦内放送を担当。南アジア連邦出身。19歳。階級は少尉（のちに中尉）。
ショートカットでボーイッシュな容姿で、少々気が強いところがある。職務はそつなくこなすがさばけた性格で、仕事とプライベートを割り切るタイプ。精神的に幼いシャミーに対しては姉のように振る舞い、ときに的外れな発言や自信過剰な態度をとるシャミーをからかっては、反応を楽しむふしがある。
劇場版 - 髪の色が寒色系から暖色系に変更されている。一時、資料の誤記で図版がシャミーと取り違えられ、名が混同された時期もあった。
他作品 - 2045年を舞台とする『マクロス7』のドラマCD『マクロス7 ドッキングフェスティバル 歌は銀河を救う』における設定では、特別仕事熱心なわけでもなかったが、ヴァネッサとシャミーが先に結婚し、人員不足もあり軍に居残ることになる。思惑に反して主任オペレーターなどキャリアコースを辿り、10年後には巡洋艦の副長（少佐）となる。いずれは艦長とも噂されるが、本人はまだごく普通の結婚生活に憧れている模様である。2045年時点、惑星エデンの将官用マンションで独身生活中。2059年を舞台とする『マクロスF』の小説版『マクロスフロンティア』では新統合軍の中将として登場し、マクロス13の艦長を務めているほか、「キャビロフ学校」なる軍内派閥すら存在する。
ロボテック版 - 氏名がキム・ヤング (Kim Young) に変更されている。詳細は上述。
シャミー・ミリオム (Shammy Milliome)
声 - 室井深雪（現・深雪さなえ）
テレビ版 - マクロスのブリッジオペレーターのひとりで、主に艦内管制を担当。フィンランド出身。階級は少尉（のちに中尉）。18歳。
メインブリッジクルーのなかでは最年少。華奢な身体に腰まで届くロングヘアという風貌。やや常識外の感性の持ち主で、子供じみた思いつきや天衣無縫な物言いを繰り返して周囲を呆れさせるが、屈託のない明るさで戦時下の緊張を和らげるムードメーカーでもある。勤務中の私語が多いものの根は真面目で、ブリッジ内の禁煙規則に関してはグローバル艦長相手でも常に厳しい。オペレートする戦闘部隊に「スカル中隊さん」など、さん付き敬称で呼ぶ癖がある。
仕事ぶりはそれなりに有能で、訓練課程で航空管制の教育を受けた女性士官が未沙、クローディアと彼女の3名だけで、ほかに要員がいないという理由もあり、未沙の不在時には航空管制オペレーターを代行する。未沙が使っていた席をそのまま使うので背が足りず、台に乗って管制をする。持ち場以外を任されると舞い上がり、曖昧で頼りない管制能力に一部のパイロットから「皆殺しのシャミー」というあだ名をつけられる。それでも懸命に職務に励み、ボドル基幹艦隊との決戦時には、異動によりマクロスを去った早瀬未沙の後任として任務を成し遂げる。
戦後はヴァネッサだけが昇格したことに関して、第28話で「知性。人格。容姿。どれをとっても私の方がヴァネッサより優れているのに」と自己評価する。
ムック『マクロス・パーフェクト・メモリー』における室井のコメントでは、家族はサーカスの「ミリオム劇場」を営んでおり、母マーマレードと父ドリアの間に生まれた一人娘であるが、サーカス一家であるため親戚総勢128名という大所帯で暮らしていたとされている。
ドラマレコード『超時空要塞マクロス Vol.III MISS D.J.』では、リン・ミンメイの深夜ラジオ番組『星のささやき』のCMコーナーで「統合軍入隊勧誘ソング」を歌う。その奇妙な出来栄えが軍上層部で物議を醸したが、グローバル艦長の許可で放送中止を免れるという顛末もある。
劇場版 - 立場はテレビ版と同じ。プライベートでの談笑中にずれた受け答えをして、ヴァネッサとキムにからかわれる。
他作品 - 2045年を舞台とする『マクロス7』のドラマCD『マクロス7 ドッキングフェスティバル 歌は銀河を救う』における設定によると、ボドル基幹艦隊の地球総攻撃で肉親を失った者が多いなか、シャミーの家族は月面アポロ基地で難を逃れていた。周りの勧めで退役し、しばらく両親と同居したあとに財閥の御曹司と見合いをする。先方に気に入られ、参加者3,000人という豪華な結婚式を挙げる（仲人はグローバル提督）。その後、幸福な玉の輿生活を送り、2045年時点は11人の子宝に恵まれ月面アポロ基地植民コロニーで暮らしている。
『ロボテック』版 - 氏名がサミー・ポーター (Sammy Porter) に変更されている。詳細は上述。

### パイロット
ロイ・フォッカー（Roy Focker）
声 - 神谷明
テレビ版 - 統合軍スカル大隊の隊長を務めるエース・パイロット。
劇場版 - 統合軍スカル小隊の隊長。
他作品 - 2008年を舞台とするOVA『マクロス ゼロ』にもキャラクターとして登場する。

柿崎 速雄（かきざき はやお）
声 - 鈴木勝美
テレビ版 - マクロス艦内で統合軍に入隊。マクシミリアン・ジーナス（マックス）とともに輝の部下となり、バーミリオン小隊2番機に搭乗する（階級は伍長）。搭乗機はVF-1A バルキリー（柿崎専用機）。軍服やヘルメットのカラーは黄色が用いられている。身長207cm、体重140kgという体格の持ち主で、性格も大らか。戦闘中も軽口を叩いて突進しては仲間に救われたりするが、憎めないところがある。大食漢で、17歳ながら色事にも通じている。
艦内で入隊して訓練を受けたパイロットとしては優秀であったが、元スタントパイロットの輝、天才肌のマックスといった精鋭の同僚たちと比較すると相対的には凡庸で精彩を欠き、引き立て役に回ることになる。それでも嫉妬や卑下といった感情は見せず、常に明るく前向きに振舞う。戦闘での貢献がないわけでもなく、地球帰還までの激戦を生き抜く。同僚や早瀬未沙とともにゼントラーディ軍の捕虜となり、マクロスへ生還した後は少尉に特進するが、オンタリオ市上空戦においてマクロスが展開した全方位バリアの暴走時に脱出が遅れ、死亡する（第19話）。
劇場版 - スカル小隊3番機（スカル12）のパイロット。搭乗機はVF-1A バルキリー/スーパーバルキリー（柿崎専用機）。機体のパーソナルカラーは緑色を基調としたものになり、ヘルメットのカラーも緑色となっている。輝との関係も部下と上官ではなく同僚という設定で、フォッカーの戦死後は、隊長になったマックスの太鼓持ちのような存在となる。地球に襲来したメルトランディ軍への迎撃に向かう途中、輝に女のことで軽口を叩いていたところへミリア639の駆るクァドラン・ローによる狙撃を受けて戦死する。プロフィールは、富田祐弘によるシナリオ原本（秋田書店『超時空要塞マクロス 愛・おぼえていますか ポストカードブック』に掲載）、小学館発行のノベライズに「22歳、血液型O型」という台詞がある。
制作・備考 - 関東のSFサークル界でいわゆるビッグネームファンとして知られた柿崎一吉をモデルにしている。第24回日本SF大会の実行委員長を務め、ガイナックスの武田康廣によれば「身長180cm以上の大男で、豪放磊落を絵に書いたような人物だった」という。
企画段階では、バーミリオン小隊2番機はパイロットが次々と戦死する「魔の2番機」と設定されており、柿崎はその最初の犠牲者となる予定であった。テレビ版では食堂でサーロイン・ミディアムの特大ステーキを注文するが、食べ損ねたまま緊急出撃して戦死する。脚本時点では一口も食べられないはずだったが、作画時点で作画監督の平野俊弘が「一切れだけ食べさせてやろう」と哀れに思い、修正したという話がある。

他作品 - 関連作品では、柿崎の被撃墜や死亡について以下のような扱いがなされる。
- アーケードゲーム『超時空要塞マクロス』5面においては、柿崎の駆るVF-1Aが冒頭で撃墜される。
- PlayStation 2用ゲーム『超時空要塞マクロス』では、柿崎機 (VF-1A) を選択して上記の柿崎が死亡する場面を再現したステージを出撃すると、テレビ版ルートではステージの最後に、劇場版ルートでは冒頭で柿崎が死亡するデモが流れたあと、強制的にステージ終了となる。リザルト後のセーブ画面ではステーキの画像が追加されている。
- ゲーム「スーパーロボット大戦シリーズ」では、毎回のように撃墜されてはそのたびに生還する（シナリオ上で死亡扱いにならない）ため、ラストまでプレイヤーキャラクターとして使用できる。『第3次スーパーロボット大戦α 終焉の銀河へ』の中断メッセージでは柿崎が「バルキリー乗りの間では出撃前にパインサラダの話題は禁句」と発言して（「ロイ・フォッカー」を参照）出撃前に食べ損ねたステーキを食べに行き、輝に「柿崎にジンクスは関係ない」と言われるものがある。さらに、劇場版（および『α』）でミリアに撃墜されたことを受け、彼女に対する援護攻撃で「俺を撃ち落とすなよ」という専用の台詞も用意されている。その『第3次α』では『マクロス7』とのクロスオーバーで、初登場時に撃墜されるが実はプロトデビルンに洗脳されて生存しており、プレイヤー部隊が捕虜にしたバロータ兵の正体が柿崎だったという展開を経て復帰する。
- 『マクロスF』第23話では、「バルキリー乗りが作戦中に女のことで同僚をからかうと撃墜される」という、『愛・おぼえていますか』における最期に関連したジンクスが登場する。
- ゲーム『マクロスエースフロンティア』においては、専用の特殊技として「最後の晩餐」が用意されている（他のキャラクターでも成長させれば使用可能）。スキル一覧でこのスキルを見るとアイコンがステーキになっており、使用すると直前の柿崎の声が再生される（乗機をマクロスにして使用すると、自機を包み込むタイプなので全方位バリアの真似になる）。さらには初期ステータスがすべて42になっている。続編『マクロスアルティメットフロンティア』では、テレビ版・劇場版ともに柿崎の最期のシーンがステージの演出として追加された（プレイヤー機も敵を全滅させる前に巻き込まれると作戦失敗になる）。さらに、娘々ショップでの解禁ポイントが4242になっている。

『ロボテック』版 - 名前がBen Dixonに変更されている。2003年のコミック版Robotech: Love & War（愛と戦争）では、軍に入隊する以前からの知り合いであると設定されたマックスと友情も描かれ、両親も登場する。
マクシミリアン・ジーナス（Maximilian Jenius）
声 - 速水奨
テレビ版 - 一条輝率いるバーミリオン小隊の3番機に搭乗する天才パイロット。愛称はマックス。のちにゼントラーディ人のミリア・ファリーナと結婚する。
劇場版 - 統合軍スカル小隊の隊員。のちに隊長となる。階級は少尉、のちに大尉。
他作品 - 2045年を舞台とするテレビアニメ『マクロス7』、2014年から2030年を舞台とするゲーム『マクロスM3』、2068年を舞台とするアニメ映画『劇場版マクロスΔ 絶対LIVE!!!!!!』などの作品にもキャラクターとして登場する。

松木 浩明（まつき ひろあき）
声 - 河合義雄
テレビ版 - 柿崎の戦死後、後釜としてスカル中隊に配属されるパイロット。台詞はあるが、柿崎とは異なり出番は少なく、とくに活躍する場面もない。
劇場版 - 登場しない。
『ロボテック』版 - 名前がTommy William（トミー・ウィリアム）に変更されている。DCコミックス子会社ワイルドストーム社の2003年のコミック版 Robotech: Love & War ではcoporal Jensen Ackles（ジェンセン・アクレス伍長）とされている。

### マクロスに乗る軍人
マイストロフ
声 - 阪脩（第8話）、稲葉実（第13話、第23話、第26話）、目黒裕一（現・目黒光祐 / 第15話） / 中博史（PS2版）
テレビ版 - 統合軍の大佐。グローバル艦長の補佐で、艦長不在時には指揮を代行する。軍人らしい思考の持ち主で、艦長の方針に意見することもある。ゼントラーディ人の亡命者受け入れには反対の立場をとるが、のちにゼントラーディ軍の停戦使節エキセドル・フォルモの出迎えと護送を担当することになり、文化についての質問攻めに困惑する。
劇場版 - 登場しない。
技師長
声 - 稲葉実
テレビ版 - マクロス艦内工廠の開発主任。トランスフォーメーションやピンポイントバリアの発案者。
劇場版 - 登場しない。
漫画版 - 美樹本晴彦の『超時空要塞マクロス THE FIRST』では、女性のジーナ・バルトロウ少佐となっている。
『ロボテック』版 - ドイツ人であるとされ、ヴェルナー・フォン・ブラウンを参考に人物描写が肉付けされている。無名の日本版と異なり、「エミール・ラング」工学博士 (Dr. Emil-Lang) と命名されている。のちのオリジナルコミックスや海外版オリジナルアニメ、 Robotech II: The Sentinels ではさらに重要な発明をするキャラクターとなり、本編より出番が多くなっている。
パナップ 、ポッキー、メイ
声 - 鶴ひろみ（パナップ）、佐々木るん（ポッキー）、米山あつ子（現・米山敦子 / メイ）
テレビ版 - マクロスのピンポイントバリアを操作するオペレーター。ブリッジの交代要員も務める。ロングヘアーの女性がパナップ、パーマヘアーの女性がポッキー、背の低い女性がメイである。名前はグリコのスナック菓子の商品名ポッキー、同じくアイスクリームのパナップ、明治乳業の流動食とアイスクリームのブランド名であるメイバランスに由来する。
劇場版 - 登場しない。
ジャスティ・ボーグナイン
テレビ版 - 一条輝とともにチタニウム勲章を受章する兵士。エキセドル・フォルモを護送する運転手としても登場する。
劇場版 - 登場しない。

### その他の軍人
ライバー・フォン・フリューリンク
声 - 鈴置洋孝
テレビ版 - 統合軍の少尉。士官学校時代に滞在した日本で早瀬未沙と知り合い、未沙の初恋の人となる。ライバー自身は亡くなった妹の身代わりのように思っていた。軍人ながら戦いを好まず、観測隊員を希望して火星サラ基地へ配属される。統合戦争中、地球への帰還途中に反統合ゲリラの襲撃を受けて行方不明となる。外見はのちに登場するリン・カイフンに酷似している。
劇場版 - 未沙の前で砂のようになって消えるイメージが描かれている。
『ロボテック』版 - 名前がカール・ライヴァー（Carl Riber、または Karl Riber）に変更されている。階級はFirst lieutenant（中尉）。2004年のコミック版 Robotech:Invation 収録の “Mars Base One” （火星第一号基地）では、その最期についての設定も変更されて描かれている。
早瀬 隆司（はやせ たかし）
声 - 阪脩
テレビ版 - 早瀬未沙の父。統合戦争中、統合軍極東方面司令官として数々の功績を残し、提督としてアラスカ統合軍総司令部に勤務する。ブルーノ・J・グローバルは統合戦争時の部下であった。家族を愛する父親だが、軍人としての職務には厳格。多忙のため妻・沙紀子（さきこ）の死に目を見とれず、一時期未沙と疎遠になる時期もあった。未沙とは公の場では上官として接しながらも、親心から娘の身を案じる。
マクロス帰還時、記録により死亡したとされていたマクロス乗組員の上陸を許さず、事実上の地球追放命令を出す。その後、ゼントラーディとの和平交渉を希望する未沙の頼みを引き受け司令部を説得するものの、理想だけでは和平は実現しないという考えから、グランドキャノンを予定どおりに発射すること目指す。ボドル基幹艦隊襲来時は同兵器による迎撃に成功するが、その後のさらなる攻撃により、未沙とのモニター越しの会話で娘の考えが正しかったのかもしれないと認めて戦死する。
劇場版 - 登場しない。
『ロボテック』版 - 名前が「ドナルド・ハイエス（海軍/宇宙軍）提督」（Admiral Donald Hayes）となっている。2004年のコミック版、Robotech:Invention 収録の “Mars Base One” では、妻はハイエス提督を狙った反統合軍勢力による爆弾テロの巻き添えで死んだことになっている。

### 第一次星間大戦後に登場する軍人
町崎 健一（まちざき けんいち）
声 - 中原茂
テレビ版 - 第一次星間大戦終結後の新統合軍司令センターのスタッフ。気が弱く、同僚のヴァネッサ、キム、シャミーに馬鹿にされている。モデルは本作の脚本家、松崎健一。
劇場版 - 登場しない。

## 民間人

### ミンメイの親族・家族
リン・カイフン（鈴 海皇）
声 - 鈴置洋孝
テレビ版 - 南アタリア島で中華料理店「娘々」を営む、リン・シャオチンとリン・フェイチュン夫妻の一人息子。偏執的な反戦主義者で、軍人や軍隊を徹底的に嫌っている。リン・ミンメイとは従兄妹の関係にあたり、幼少期から兄妹のように育った。両親が南アタリア島に移住すると決めた際、統合戦争のきっかけとなったマクロスの足元に住むことに反対し、勘当に近い勢いで家を飛び出し、世界中を放浪していた。2009年11月、横浜でミンメイと再会。彼女の目付け役として同行することを引き受ける。
マクロス艦内では、暴力沙汰で負傷した際、ハンカチを差し出した早瀬未沙の好意を、軍人だからという理由で冷たく拒否し、戦時下においてはマスメディアを利用してまで非暴力を訴える。常に軍人への反感と敵意を剥き出しの状態にするが、マクロスに地球外出撃命令が出され、グローバル艦長が断腸の思いで発表した際には、会見後に歩み寄りその労をねぎらう心遣いを見せる。
マクロス乗艦後まもなく、二枚目とカンフーの腕を見込まれ、ミンメイ主演映画「小白龍（シャオパイロン）」の共演者に抜擢される。アクションシーン中、特撮で手から放った光線がゼントラーディ軍に「超能力」と誤解される。ミンメイのサポート役にまわるが、彼女のスター性に惹かれ、親族の垣根を越え結婚を前提とした交際を宣言する。
第一次星間大戦終決後は、ミンメイの専属マネージャーとしてともに地球各地を巡業するが、結婚に踏み切れないミンメイの態度や彼女の人気の凋落に焦り、次第に空回りが目立つようになる。また、かつての反戦主義思想から戦後の不況をすべて統合軍が悪いと考えるようになり、酒浸りとなる。最終的には、市民の扇動などの強引で無思慮な行動を繰り返したことで徐々にミンメイの心が離れていったため、ミンメイのもとを去り、ふたたび放浪の旅に出ていずこかへと姿を消す。
劇場版 - リン・ミンメイの実兄であり、やり手のマネージャー兼音楽プロデューサーとしてミンメイの芸能活動を取り仕切っている。大スターへの飛躍を願っているが、プロ意識が強すぎるゆえ、ミンメイを疲れさせているようである。一条輝とVT-1で宇宙へ飛び出したミンメイを早瀬未沙とともに追いかけたり、ミンメイの危機にキスの相手役を買って出たりするなど、出番は少ないもののテレビ版よりも行動的で常識的な人物像に変更されている。ボドル基幹艦隊との決戦ではミンメイの歌を戦場全域に中継して勝利に大きく貢献する。
富田祐弘作の小説版や脚本原本では役回りが多く、得意の演説を打ったり、マネージャーとして輝にミンメイとの関係清算を求めたりする場面などもある。しかし、制作にあたり、監督の河森正治は2時間内でストーリーをまとめるため、カイフンやカムジンら個性の強い脇役の出番を大幅に減らしたと明かしている。
他作品 - 『マクロス7』の企画アルバム『ENGLISH FIRE!!』のライナーノートには、Fire Bomberのコピーバンド「Fire Bomber American」をプロデュースした人物として名が載っている。
『ロボテック』版 - 氏名が “Lynn Kyle” に変更され、アカデミー（Academy）社のロボテック II：『センチネルズ』や、ワイルドストーム（Wildstorm）社の『シャドウ・クロニクルへの序曲』では幽閉されたミンメイを助けようとして、謀反軍のトーマス・ライリー・エドワーズ准将（T.R.Edwards）に撃たれるなど、比較的重要な役柄を果たす。
リン・シャオチン（鈴 少江）
声 - 稲葉実
テレビ版 - ミンメイの伯父。妻フェイチュンとともに横浜から南アタリア島に移住。中華料理店「娘々（ニャンニャン）」を経営し、姪のミンメイを預かっていた。カイフンの父だが、親子仲は複雑で一時は勘当していた。マクロス艦内市街地でも店を開き、統合軍兵士の憩いの場となる。台詞の語尾に「な」をつけるのが特徴。
劇場版 - 登場しない。
リン・フェイチュン（鈴 慧中）
声 - 鳳芳野
テレビ版 - カイフンの母で、「娘々」を夫シャオチンとともに経営する。香港出身で旧姓は陳。日本に渡り、少女歌手「李梅花（リ・メイファ）」として芸能界で活躍。モデルに転向後、後援会会長のシャオチンと結婚する。ミンメイの歌手志望はこの伯母の影響によるもの。
劇場版 - 登場しない。
リン・パオシュン（鈴 宝雄）、鈴 しげよ（リン しげよ）
声 - 藤井つとむ（パオシュン）、水倉久美子（しげよ）
テレビ版 - ミンメイの両親で、カイフンの叔父夫婦。横浜中華街の中華料理店「明謝楼（ミンシャロウ）」を経営する。父パオシュンは兄嫁フェイチュンの芸能界での苦労を知るため、ミンメイの歌手デビューに反対していた。夫婦ともにボドル基幹艦隊の攻撃により死亡する。
劇場版 - 登場しないが、ミンメイの台詞のなかで地球にいた両親のことが語られる。

### マクロスに乗る民間人
町会長
声 - 阪脩
テレビ版 - 南アタリア島市街地の町会長で、マクロスに乗艦したあとも町会長を務める。関西弁を話し、夫人（声 - 佐々木るん）とよく行動をともにする。ミンメイをミス・マクロスコンテストに推薦する。
劇場版 - 登場しない。
よっちゃん
声 - 鳳芳野（第1話）→ 小粥よう子（現・日比野朱里）
テレビ版 - 「娘々」の向かいの蕎麦屋の息子で、ミンメイと仲がよい。よっちゃんは「よしお」の愛称。
劇場版 - 登場しない。
他作品 - 2045年を舞台とする『マクロス7』のドラマCD『マクロス7 ドッキングフェスティバル 歌は銀河を救う』における設定によると、『マクロス7』の時代には「娘々」の 経営者となっており、全銀河規模でチェーン展開している。
『ロボテック』版 - 名が"Jason"に変更。その他は日本のテレビ版に同じ。
ジャミス・メリン
声 - 米山あつ子（現・米山敦子）
テレビ版 - ハリウッド女優。マクロスの進宙式にゲストとして招待されたが、フォールドの際に巻き込まれマクロス内部で生活することになる。彼女の経歴からすれば審査員になってもいいはずだが、みずからミス・マクロスコンテストに出場。優勝を確実視されていたが、最終選考の一般投票でリン・ミンメイに敗れる。その後は「小白龍」に悪役として出演することになり、主演のミンメイに嫌がらせをする。
劇場版 - 登場しない。
他作品 - 2059年を舞台とする『マクロスF』には、孫のミランダ・メリンが登場する。
『ロボテック』版- DCコミックスの子会社、ワイルドストーム（Wildstorm）社の漫画『ロボテック: フロム・ザ・スターズ（星界から）』（Robotech: From The Stars）では、 本名「ジャネット・モリス」（Janet Morris）こと芸名「ジャン・モリス」（Jan Morris）に変更。漫画版ではデザインが描き直され、歌手として2005年に「マクロス・アイランド」に遠征、コンサートツアーを行う。容姿や魅力もミンメイのライバルに見合うだけの水準にグレードアップされている。
ケント・フライヤー
テレビ版 - 歌手デビュー前のミンメイを指導する作曲家。モデルは本作の音楽担当の作曲家、羽田健太郎。
劇場版 - 登場しない。
ショウ・ブラクストーン
声 - 石黒昇
テレビ版 - 映画「小白龍」の監督。モデルは本作のチーフ・ディレクター、石黒昇。ドラマレコード『超時空要塞マクロスIII Miss D.J』作中のラジオ番組にもゲスト出演する。
劇場版 - 登場しない。
瑞原 春香（みずはら はるか）
声 - 小粥よう子
テレビ版 - 第18話に登場。入院した一条輝を担当する看護婦。本作の後番組『超時空世紀オーガス』のヒロイン、ミムジィ・ラースのキャラクターテストモデルでもある。1話かぎりの端役であるが、秋田書店のムック『マクロスグラフィティ』で発表された人気投票では「ミス★マクロス」（女性キャラクター部門）で第9位となった。
劇場版 - 登場しない。

### 第一次星間大戦後に登場する民間人
コミリア・マリア・ジーナス（Komilia Maria Jenius）
テレビ版 - マクシミリアン・ジーナスとミリア・ファリーナ・ジーナスの長女。愛称は「マリア」。第一次星間大戦終結後の2011年3月、地球人とゼントラーディ人のあいだでの初の星間混血児として生を受ける。第30話「ビバ・マリア」において工場衛星奪取任務のため、ミリアがバルキリーのコンテナ状揺りかごに搭載して出撃し、地球文化に触れていなかった守備艦隊のゼントラーディ人にその姿を見せて多大なカルチャーショックを与える。
劇場版 - 登場しない。
他作品 - 『超時空要塞マクロスII -LOVERS AGAIN-』へ連なる世界設定のゲーム『超時空要塞マクロス2036』において、成長した姿で登場する。声の出演は高田由美。ブリタイ・クリダニク指揮下の統合軍パイロット訓練生で、西暦2036年、「ヌェルド基幹艦隊」の襲来に対してゲームオリジナル機体VF-1SR（VF-1Sの改良型バルキリー）を駆って活躍する。2037年を舞台とするゲーム『超時空要塞マクロス 永遠のラヴソング』においても、ブリタイらの艦隊の援軍としてVF-4 ライトニングIIIを駆って参入し、主人公の霧生隼人らとともに「ブラド基幹艦隊」に立ち向かい、勝利を収める。
『ロボテック』版 - 名前はDana Sterlingに変更。第2シーズンの Robotech: the Masters （『超時空騎団サザンクロス』の翻案）の主人公、ジャンヌと同一人物にされている。

## ゼントラーディ軍

### 第118基幹艦隊
ボドルザー (Boddole Zer)
声 - 市川治
テレビ版 - ゼントラーディ軍第118基幹艦隊（ボドル基幹艦隊）司令長官。座乗艦は基幹艦隊旗艦フルブス・バレンス42101 (IV II X I) 。総勢約480万隻の艦を統率する存在。
部下の分岐艦隊司令ブリタイ・クリダニクがマクロスから連れ帰った地球人類の捕虜が持つ文化を目の当たりにして、地球人類がプロトカルチャーではないかという疑念を抱き、マクロス艦内にスパイを送り込むことを命じる。その調査結果に加え、ブリタイ艦隊のマクロスとの同盟締結という事態に至り、地球人類がプロトカルチャーであると断定する。このままゼントラーディ軍がプロトカルチャーの文化に汚染されることを恐れ、基幹艦隊全軍を挙げて地球と接触した艦隊もろとも地球人類を抹殺することを決定する。
地球の周囲全域にデフォールドした基幹艦隊の一斉砲撃により地球の全生命体の99%を死滅させることに成功するが、マクロス・ブリタイ艦隊同盟軍の「リン・ミンメイ作戦」により基幹艦隊の戦力は大きく低下し、最終的に「マクロス・アタック」によりフルブス・バレンスに突入したマクロスの反応弾一斉発射を受け、最期を迎える。
太ったはげ頭の中年男性といった容貌であり、声を演じた市川治は、敵の総大将だ、という説明を受けて、今まで自分が得意とした美形悪役のつもりで演じたが、あとでその顔を見て驚いたという。
劇場版 - 名前はゴル・ボドルザー。ゼントラーディ軍第425基幹艦隊を率いる、製造から12万周期の時を経た機動要塞の中枢生体ユニット。通常のゼントラーディよりもさらに巨大で、彼らとマイクローンほどの身長差がある。長い時を生きるうちにわずかながら文化を解読する能力を有しており、プロトカルチャーの残した歌のメロディが記録されたメモリープレートを回収、保有している。
ブリタイ7018の連れ帰った捕虜のひとりリン・ミンメイに歌を歌わせることで対立するモルク・ラプラミズ率いるメルトランディ艦隊を屈服させることを考え、地球に帰還したマクロスと同盟を結ぶ。しかし、ラプラミズ艦隊の襲撃に際しても歌が完成しないことに業を煮やしてマクロスもろともラプラミズ艦隊を撃滅することを決定し、機動要塞の主砲攻撃により友軍艦隊ごとラプラミズの機動要塞を撃沈する。その行為がブリタイの反感を招くことになり、さらに完成したミンメイの歌にゼントラーディ、メルトランディ両軍の兵が触発され、ブリタイの号令によりその多くを敵に回すこととなる。最後は一条輝の操縦するVF-1Sの銃撃を受け、崩壊する。
漫画版 - 『THE FIRST』においては本体および機動要塞のデザインは劇場版とほぼ同じだが、本体の両肩に副官2人の頭部が生え、独立して発言する。
『ロボテック』版 - 名がドルザ (Dolza) に変更、その他は日本版テレビシリーズに同じ。

#### 第67グリマル級分岐艦隊
ブリタイ・クリダニク (Vrlitwhai Kridanik)
声 - 蟹江栄司 / 大友龍三郎（『スーパーロボット大戦α』以降）
テレビ版 - ゼントラーディ軍第118基幹艦隊（ボドル基幹艦隊）所属の第67グリマル級分岐艦隊司令。座乗艦はノプティ・バガニス5631（いわゆるブリタイ艦）。隻眼で、頭部の右半分は金属製のカバーに覆われている。身長1,354cm。ゼントラーディ人としては珍しく広い視野と展望を持ち、戦略眼も長けており、そばに従える記録参謀のエキセドル・フォルモとともに幾度となくマクロスを窮地に陥れる。単独での戦闘能力は他のゼントラーディ兵を凌駕しており、宇宙空間に生身で放り出されても独力で生還し、丸腰でバルキリーと渡りあえるほどの強靭な肉体と格闘能力を有する。荒くれ者として知られるカムジン・クラヴシェラでさえ敬意をもって「オヤジ」と呼び、一目置く。
最初のマクロスへの攻撃で、統合軍が幻の反応兵器を所有していることなどから、地球人が今まで相手にしてきた敵とは違うということに気づき、殲滅せずに様子を見ることにする。地球人を捕虜にして基幹艦隊に戻った際に、捕虜を取り逃がすという失態を演じ、一時前線から下げられるものの、その経験を買われアドクラス艦隊を率いて再び前線に復帰する。部下の兵士たちが文化に感化されていくのを目の当たりにし、上からの命令と兵士たちの気持ちの間で板挟みとなるが、最終的には地球人との共存の道を選び、マクロスと独断で停戦協定を結んで、ともにボドルザーの率いる基幹艦隊と戦う。
戦後もマイクローン化することなく、新統合軍の宇宙艦隊司令官に就任し、地球の技術で修復・改造されたブリタイ艦を駆り、地球防衛の任や文化の保守に尽力する。
劇場版 - 名前（製造番号）はブリタイ7018。ゼントラーディ軍第425基幹艦隊所属のブリタイ7018アドクラス艦隊司令。ゼントラーディの設定変更によりややグロテスクな外見となっており、頭髪やその他の体毛はなく、肌の色も異なっている。
マクロスからの捕獲品や映像により、マクロスを運用しているのが敵対しているメルトランディではなく地球人であり、地球人がマイクローンであること、男女がともに生活していることが判明し、衝撃を受ける。地球人5名を捕虜として捕獲し、ゴル・ボドルザーのもとへ送還しようとするが、メルトランディの奇襲に遭い、捕虜のうち取り残されたリン・ミンメイとリン・カイフンをボドル基幹艦隊へ送り届ける。基幹艦隊への航海中にミンメイと接触し、物語後半ではミンメイに教わった「冗談」という、文化をもたないゼントラーディにはありえなかった言葉を言い放ち、記録参謀のエキセドル4970を驚かせる。
ミンメイとの交流、ボドルザーの数万隻もの味方を巻き込んでまでの主砲による砲撃への反感などが遠因となり、ミンメイの歌う「愛・おぼえていますか」によって文化の素晴らしさと重要性に目覚め、最終決戦の最中に艦隊ごとマクロスへの援護に転じる。この時の呼びかけに、その他大勢のゼントラーディやメルトランディが共感してマクロスを援護する。自艦を中破擱座させられながらも主砲により機動要塞の装甲を貫き、マクロスのために要塞内部への突入口を開く。
漫画版 - 『超時空要塞マクロス THE FIRST』ではブリタイ・クリダニク7018と呼ばれる。外見デザインは劇場版を踏襲している。
他作品 - 作品世界の年表では2016年、統合宇宙軍司令官に任官される。
OVA『超時空要塞マクロスII -LOVERS AGAIN-』の世界設定につながり、2036年を舞台とする『超時空要塞マクロス2036』（1992年発売）、2037年を舞台とする『超時空要塞マクロス 永遠のラヴソング』（1992年発売）にもキャラクターとして登場する。『2036』では大塚明夫が、『永遠のラヴソング』では玄田哲章が演じている。コミリア・マリア・ジーナスの上官であり、訓練教官も務める。
2059年を舞台とするテレビアニメ『マクロスF』第12話には新統合軍ゼントラーディ部隊の指揮官として、劇場版のブリタイをモデルとした「オゴタイ」が登場する。また同作品には芸能プロダクションを経営するエルモ・クリダニクという人物が登場するが、ブリタイとの関係についての言及はない。
2060年を舞台とするゲーム『マクロス30 銀河を繋ぐ歌声』にはマクロス級8番艦「ジェネラル・ブリタイ・クリダニク」が登場する。惑星ウロボロスの首都として、同艦がブリタイシティとなっている。
後継シリーズ作品においてはブリタイの姿が描かれることもあるが、外見デザインはいずれも劇場版のものが踏襲されている。
『ロボテック』版 - 『ロボテック：マクロス・サーガ 』 (英: Robotech:The Macross Saga) 版でも、基本的に設定は日本版と同じで、名前も英文字で一般的な綴り字である “Breetai” には変更されたものの、同じ発音「ブリタイ」である。声の出演はトニー・クレイ (Tony Clay) 。
オリジナル作品における登場が多く、OVA『ロボテック II センチネルズ』 (英: Robotech II: The Sentinels) では、マイクローン化したために、今まで巨人状態で使用していたマスクが大きすぎて使用できなくなったので、新たにエミール・ラング工学博士に製作してもらった「マスク付きのマイクローンサイズの戦闘用ヘルメット」を着用している。
『ロボテック』の漫画版では、アカデミー・コミック 社 (英: Academy comics) の Robotech : Warriors や、DCコミックスの子会社、ワイルドストーム社 (英: Wildstorm) の Robotech : Prelude to the Shadow Chronicles において、インビッドの女王レフレス （『ロボテック』版では「リージス」 (英: Regiss , Regis or “Regess”) ）の摂政である「リージェント」 (英: Regent) に対して、『超時空騎団サザンクロス』に登場するバイオロイドの改良新型を駆って、艦隊司令であるリサ・ハイエス（Lisa Hayes、早瀬未沙に相当）中将や、リック・ハンター（Rick Hunter、一条輝に相当）提督を守って死闘を繰り広げ生死不明 (MIA) となるまで、OVAやコミック版、小説版などのさまざまな媒体で活躍する。
また、マスクを被る原因となった顔の傷については、エターニティ (Eternity) 社のオリジナル漫画版 Robotech Genesis : The Legend of Zor において、ゾア・プライム （Zor Prime、『超時空騎団サザンクロス』のサイフリート・ヴァイス）の遺伝子提供者（ドナー）であり、超エネルギー「プロトカルチャー」 (Protoculture) の発見者である科学者ゾア・デリルダ (Zor Derelda) を守ろうとして Shock Trooper（『機甲創世記モスピーダ』のインビット側メカ「グラブ」）に撃たれたものであることが描写され、別の3種類以上の各社の漫画版でも、その際の状況が回想などの場面描写手法で描かれている。

エキセドル・フォルモ (Exsedol Folmo)
声 - 大林隆介
テレビ版 - ブリタイ艦隊所属のゼム一級記録参謀。膨大な知識でブリタイを補佐する。のちにマクロスとの停戦使節を務め、大戦終結後は新統合政府のもとで地球に貢献する。
劇場版 - 名前はエキセドル4970。ブリタイ艦隊の記録参謀。ゼントラーディの設定変更にともない、外見がテレビ版から大きく変更されている。
他作品 - 2037年を舞台とするゲーム『超時空要塞マクロス 永遠のラヴソング』（声は田中和実）、2045年を舞台とするテレビアニメ『マクロス7』、2068年を舞台とするアニメ映画『劇場版マクロスΔ 絶対LIVE!!!!!!』などの作品にもキャラクターとして登場する。いずれも外見デザインは『愛・おぼえていますか』を踏襲している。

ワレラ・ナンテス (Warera Nantes) 、ロリー・ドセル (Loli Dosel) 、コンダ・ブロムコ (Conda Bromco)
声 - 鈴木勝美（ワレラ）、藤井つとむ（ロリー）、目黒裕一（現・目黒光祐 / コンダ）
テレビ版 - 第67グリマル級分岐艦隊司令部第8強行偵察隊099、コードネーム「青い風」に所属する兵士。太った兵士がワレラ、背の低い兵士がロリー、長髪の兵士がコンダ。偵察艇ケルカリアに搭乗しマクロスへの偵察任務で出撃した際、艦内で行われていた「ミス・マクロス」コンテストの放送を傍受し、地球の文化に触れた最初のゼントラーディ人となる。輝のアーマード・バルキリーとの交戦によりケルカリアは撃破され、3人は脱出するも傍受記録を失ったため、口頭説明のためボドルザーへの報告にも同行することとなる。
のちに志願してマイクローン調査員となり、マクロスに潜入した彼らは文化の虜になっていく。一度は帰還するものの、その際にミンメイ人形をはじめとする文化の産物を持ち帰り、上層部に無断で同僚兵士らに披露したことによって多くの兵士たちが文化に目覚め、ついには再びマイクローン化して集団脱走し、マクロスに亡命する。戦後はマクロス・シティに住み、職を転々としながらも真面目に働く。いつのまにかヴァネッサ、キム、シャミーと仲良くなり、戦後のマクロス・シティでは仲睦まじい姿も描かれている。
劇場版 - 名前（製造番号）はワレラ25258、ロリー28356、コンダ88333。キャスティングもワレラはジェフリー・スミス、コンダはケント・ギルバートに変更。外見デザインは全員頭髪のない姿となっている。
マクロス強襲部隊の隊長格として初めてマクロス内部に侵入。彼らにとって、互いに対立しているはずの男と女が共存しているマクロスの世界に驚愕する。また、調査のために、マクロスから回収したいくつかのサンプルの中には、ミンメイ人形もあった。他のゼントラーディ兵士たちとともに、ミンメイ人形をマイクローンがさらにマイクローン化したものと疑って怯えながら警戒し、人形が動いて歌いだしたときには、音波攻撃と錯覚して一時混乱状態に陥るが、人形の一番間近にいたワレラは突然武器を落とし、不思議な感覚に戸惑った状態となる。
のちにボドル基幹艦隊がマクロスと和平交渉を行った際に、3人ともマイクローン化して和平会談の使者として送り込まれる。彼らが地球の飲食物や女性たちとの触れ合いに喜々とする様子に、映像を見ていたブリタイも感銘を受ける。
制作・備考 - 『マクロス』の原型となる企画書1号作成後の1981年1月には、設定や物語が固められてゆくなかで3人組のスパイという要素も誕生している。放映当時は「ロリコン3人組」などと呼ばれていた。3人の名前は揃えると「我らロリコンだ」となることが指摘されている。
他作品 - 2045年を舞台とする『マクロス7』のドラマCD『マクロス7 ドッキングフェスティバル 歌は銀河を救う』における設定では、ヴァネッサと結婚したロリーは「悪魔の文化」とされる酒に溺れてアルコール依存症になり、同じく「文化」で身を持ち崩したワレラとコンダもヴァネッサのマンションに居候することになる。
2062年を舞台とするミュージカル『マクロス ザ・ミュージカルチャー』の登場人物、ソニア・ドセルはロリーの孫にあたる。
『ロボテック』版 - 名前はそれぞれ、ブロン・ナンテス (Bron Nantes) 、リコ・ドセル (Rico Dosel) 、コンダ・ブロムコ (Konda Bromco) に変更。
ゼリル
声 - 目黒裕一（現・目黒光祐）
テレビ版 - 第67グリマル級分岐艦隊所属の艦長。第6話に登場し、マクロスが初使用したダイダロス・アタックを受け、戦死する。
劇場版 - 登場しない。
カリタ・トラカジーデ
声 - 中原茂
テレビ版 - 第67グリマル級分岐艦隊所属の兵士。マイクローン装置を扱う技術を持つ。第22話に登場し、ワレラ、ロリー、コンダらの亡命を手伝わされる。
劇場版 - 登場しない。

#### 第109分岐艦隊・第7空間機甲師団
カムジン・クラヴシェラ (Quamzin Kravshera)
声 - 目黒裕一（現・目黒光祐）
テレビ版 - 第109分岐艦隊所属の第7空間機甲師団長。周囲を顧みない無謀な戦闘指揮ぶりから「味方殺し」の異名を持つ。ゼントラーディ軍きってのエースパイロットでもあり、みずから戦闘ポッドに搭乗して前線へ赴く。おもな搭乗機はグラージ、ヌージャデル・ガー。
頭に血が上りやすい性格で、過去に何度も不祥事を引き起こしているが、これまでゼントラーディが苦戦してきた相手にも勇猛果敢に戦い勝利してきた実績があり、部下からは「親分」と慕われている。
ブリタイ艦隊の対マクロス戦での予想以上の苦戦により、急遽増援として師団とともに招聘される。ここでも慎重なブリタイに反してたびたびマクロスへの攻撃を強行し窮地に陥れる。一条輝とも複数回交戦し、互角の戦いを演じる。
ボドル基幹艦隊戦に際し、一度はミンメイの歌に心を動かされマクロスに加勢をするが、それから2年間は地球の平和な生活になじめず、ゼントラーディ人が多く住むトラッド・シティを強襲し、好戦的なゼントラーディの兵士たちを集め、マクロスへの叛乱を企てはじめる。地球人との共存を拒否しながらも、その文化や技術は受容しており、リン・ミンメイとリン・カイフンの二人を人質にとるという、これまでのゼントラーディにはなかった行動をとる。ラプラミズとは何かといがみ合う関係だったが、戦後の反乱では行動をともにし、「文化の力」を信じるミンメイとカイフンを嘲るようにミンメイの歌を酷評し、彼らの目の前でキスをしてみせる。
2012年、第一次星間戦争時に地球へ降着してジャングルに放棄されていた 1,500m 級中型砲艦を修復する。さらに強奪したマイクローン変換装置で、地球の生活になじめなかったゼントラーディのマイクローンを元に戻すなどして兵力を増強し、マクロスシティの奇襲にかかる。しかし、マクロスの主砲によって砲艦は大打撃を受け、捨て身の突撃でマクロスを大破させながらも、自艦は爆発炎上して轟沈する。
劇場版 - 名前（製造番号）はカムジン03350。一条輝たちがバルキリーで土星宙域を飛び回っていたときに、その捕獲作戦の指揮を担当。さらに彼らがブリタイのノプティ・バガニス級戦艦から脱出しようとした際に、ロイ・フォッカーのバルキリーを奇襲。乗機のヌージャデル・ガーを破壊されながらも生身でフォッカーのバルキリーに突撃し、コクピットを潰してフォッカーに瀕死の重傷を負わせるが、最後の力を振り絞ったフォッカーの反撃によって相討ちになる。
制作・備考 - キャラクターデザインはマクシミリアン・ジーナスの採用されなかったデザイン案がもとになっている。テレビ版ではもともとフォッカーと相討ちになるという展開が予定されていた。テレビ版の最終回においてラプラミズとともに死亡したように描写されているが、当初のシナリオでは生き延びる予定であった。放映終了直後に発売された月刊『アニメージュ』1983年8月号の特集記事「マクロスタイムズ」にはそのシナリオをもとにした、巨人サイズのまま夫婦になったふたりと彼らの赤子のイラストが掲載されている。
他作品 - 2036年を舞台とするゲーム『超時空要塞マクロス2036』と、その続編で2037年を舞台とする『超時空要塞マクロス 永遠のラヴソング』に登場。第一次星間大戦で死亡したかに思われていたが、奇跡の生還を遂げている。地球を脱出後、ヌェルド基幹艦隊に地球の文化の情報を伝える。損傷した肉体を修復した際に外見が大きく変化している。新たにグリムゾやジンナといった部下を率いる。
2059年を舞台とするテレビアニメ『マクロスF』にはカムジンと酷似した容姿・性格のゼントラーディ兵士「テムジン」が登場し、地球文化を否定して叛乱を煽動する役回りとなる。
2009年10月17日に開催された「マクロス クロスオーバーライブ A.D.2009×45×59」では、カムジンによる退場アナウンスが流された。
『ロボテック』版 - 名がキーロン（Khyron）に変更。その他は日本のテレビ版に同じ。
オイグル
声 - 稲葉実 / 藤井つとむ（PS2版）
テレビ版 - 第109分岐艦隊所属の第7空間機甲副師団長で、カムジンの副官。カムジンのサポートを的確にこなし、暴走しがちなカムジンの押さえ役となり、いつもみずから出撃するカムジンに代わり艦の指揮を執る。カムジンの師団に所属しているだけあって、おとなしい性格をしているとは言えず、ラプラミズと口論になる場面もある。主な搭乗機はリガード。
西暦2012年のマクロス・シティへの強襲にも参加するが、乗艦がマクロスの主砲による攻撃を受けた際に、吹き飛ばされたショックで死亡する。
劇場版 - 登場しない。
『ロボテック』版 - 名がグレル (Grel) 、英語で「親父」という呼びかけ名に変更。正式な氏名は不明。その他は日本のテレビ版に同じ。
ゲラオ
声 - 阪脩（第16話、第29話）
テレビ版 - 第7空間機甲師団所属の兵士。初登場の第7話では偵察型リガードに搭乗する。第一次星間大戦後もカムジンらと行動をともにする。
劇場版 - 登場しない。

#### 直衛艦隊
ラプラミズ (Lap Lamiz)
声 - 鳳芳野 / 津野田なるみ（『スーパーロボット大戦α』）
テレビ版 - 女性のみで編成されたゼントラーディ軍ボドル基幹艦隊直衛艦隊司令。有能な指揮官で、ブリタイと同格にあたる。ブリタイに代わりボドルザーからマクロス監視・調査の任を命じられる。ミリア・ファリーナの上官でもあり、彼女がマイクローンスパイを志願した際にはショックを受ける。ボドル基幹艦隊の地球総攻撃の際、文化に汚染されたとみなされ艦隊ごと消去されるであろうとブリタイに警告され、ともに地球（マクロス）側について参戦する。
終戦後はカムジン・クラヴシェラ率いる反乱一派に加わる。以前は見下していたカムジンと親密な仲になり、性格もかなり変化する。戦闘の際にはみずからもグラージ、クァドラン・ローに搭乗してバルキリー隊やデストロイド隊と交戦する。最終的には1500m級中型砲艦でマクロス・シティを強襲し、特攻でマクロスを大破させたあと、カムジンと運命をともにする。
当初のシナリオではカムジンともども生き延び、のちにカムジンと結婚・出産し、以降は夫婦で辺境星域のパトロール艦隊を任せられることになっていた。放送終了直後に発売された月刊『アニメージュ』1983年8月号の特集記事「マクロスタイムズ」には、その設定にもとづく後日談（巨人サイズのまま夫婦になったふたりと彼らの赤子のイラスト記事）が掲載されている。
劇場版 - 名前はモルク・ラプラミズ。女性のみで構成されたメルトランディ軍の機動要塞「ラプラミズ・シリーズ」のひとつ。艦隊の中枢司令機構として、擬人化された巨大なホログラフィックコンピュータを持つ。ボドル基幹艦隊との戦闘でボドル要塞の主砲攻撃を受け「デカルチャー」という断末魔の叫びを発しながら轟沈する。
漫画版 - 『THE FIRST』では「ラプラミズ7938」としてボドルザーの直衛部隊を率いる。強気な性格で、ボドルザーに物怖じせず直言し、ブリタイとエキセドルを「臆病」と小馬鹿にしてマクロス襲撃任務を志願する。
『ロボテック』版 - キャラクター名がアゾニア・ラプラミズ (Azonia Lap-Lamiz) に変更。その他は日本のテレビ版に同じ。
ミリア・ファリーナ (Milia Fallyna)
声 - 竹田えり
テレビ版 - ラプラミズ配下の一級空士長で、バトルスーツ「クァドラン・ロー」を駆り「エースのミリア」と呼ばれる凄腕のパイロット。のちにマクシミリアン・ジーナスと結婚して「ミリア・ファリーナ・ジーナス (Milia Fallyna jenius) 」となり、統合軍のバルキリーパイロットとして活躍する。
劇場版 - 名前はミリア639。モルク・ラプラミズ艦隊の中型高速砲艦艦長にして、赤いクァドラン・ローのパイロット。
他作品 - 2045年を舞台とするテレビアニメ『マクロス7』、2014年から2030年を舞台とするゲーム『マクロスM3』などの作品にもキャラクターとして登場する。

#### 工場衛星守備艦隊
ダガオ
声 - 仲木隆司
テレビ版 - 工場衛星守備艦隊司令。第30話に登場し、統合軍・ブリタイ艦隊連合軍による工場衛星奪取作戦において交渉を拒絶するも、ジーナス夫妻の赤子コミリアを見せ付けられて動揺する。直後、ダガオ艦がプロトカルチャーに汚染されたと判断した僚艦の攻撃を受けて死亡する。
劇場版 - 登場しない。